# Toreby, Lolland
Toreby är en ort på ön Lolland i Danmark.   Den ligger i Guldborgsunds kommun och Region Själland, i den sydöstra delen av landet, 110 km söder om Köpenhamn. Toreby ligger 10 meter över havet och antalet invånare är 614. Närmaste större samhälle är Nykøbing Falster, 6 km öster om Toreby. Trakten runt Toreby består till största delen av jordbruksmark.